# Semplicità insormontabili - 39 storie filosofiche
Semplicità insormontabili - 39 storie filosofiche è un libro di Roberto Casati e Achille Varzi.
Il testo comprende una serie di dialoghi e brevi racconti filosofici, molti dei quali erano stati pubblicati in forma leggermente diversa sulle pagine de La Stampa, dove i personaggi si trovano in situazioni indubbiamente paradossali, ma che in un certo senso sono logicamente possibili, nella migliore tradizione filosofica.

## Contenuti
Ad esempio, è naturale che non può esistere un'ameba senziente che dopo la scissione vede entrambe le nuove cellule rivendicare presso l'apposito Ufficio il diritto ad essere considerata quella originaria, né esiste l'Isola delle Quattro Stagioni, che non è a forma di pizza ma è stata costruita sull'equatore e sulla linea di cambiamento di data - e quindi per quattro volte l'anno si trova contemporaneamente in tutte e quattro le stagioni. Però queste entità possono esistere da un punto di vista concettuale, e fanno pertanto capire come le nostre "certezze" sono in realtà spesso problematiche se appena andiamo un po' più a fondo. 
Nel libro non ci sono discussioni e commenti sui racconti: essi vengono semplicemente presentati, al più con un'introduzione che ne sottolinea il carattere paradossale.
Da questo libro è stato tratto lo spettacolo teatrale Insurmountable Simplicities, per la regia di Natalie Glick, presentato dall'All Gone Theatre Company all'edizione 2010 del New York International Fringe Festival.
Dal primo capitolo del libro è stato inoltre tratto il film di Pierluca di Pasquale Stanza 88, con Luca Di Giovanni e Flaminia Bonciani, finalista all'Independent film festival di Roma (2011) e all'HeArtBeats film festival di Venezia (2011).

## Edizioni
- Roberto Casati, Achille Varzi, Semplicità insormontabili - 39 storie filosofiche, collana I Robinson, Laterza, 2004,  p. 194, ISBN 88-420-7304-0. Collana Economica, Laterza, 2006, ISBN 88-420-7965-0
- Roberto Casati, Achille Varzi, con una prefazione di Armando Massarenti, Collana Letture di Filosofia, Il Sole 24 Ore Cultura, 2007.
- Traduzioni in lingua straniera: inglese, francese, spagnolo, portoghese, polacco, greco, coreano, cinese, finlandese.